# Радуховце
Радуховце је насеље у Србији у општини Тутин у Рашком округу. Према попису из 2022. било је 336 становника.

## Демографија
У насељу Радуховце живи 264 пунолетна становника, а просечна старост становништва износи 31,2 година (31,1 код мушкараца и 31,4 код жена). У насељу има 80 домаћинстава, а просечан број чланова по домаћинству је 5,03.
Ово насеље је великим делом насељено Бошњацима (према попису из 2002. године), а у последња три пописа, примећен је пад у броју становника.
|  |

| Демографија | Демографија | Демографија |
| Година      | Становника  | Становника  |
| ----------- | ----------- | ----------- |
| 1948.       | 382         |             |
| 1953.       | 436         |             |
| 1961.       | 491         |             |
| 1971.       | 463         |             |
| 1981.       | 497         |             |
| 1991.       | 470         | 466         |
| 2002.       | 402         | 538         |

| Етнички састав према попису из 2002.‍ | Етнички састав према попису из 2002.‍ | Етнички састав према попису из 2002.‍ | Етнички састав према попису из 2002.‍ | Етнички састав према попису из 2002.‍ |
| ------------------------------------ | ------------------------------------ | ------------------------------------ | ------------------------------------ | ------------------------------------ |
|                                      |                                      |                                      |                                      |                                      |
| Бошњаци                              | Бошњаци                              |                                      | 399                                  | 99,25%                               |
| Срби                                 | Срби                                 |                                      | 2                                    | 0,49%                                |
| непознато                            | непознато                            |                                      | 1                                    | 0,24%                                |

| Година пописа     | 1948. | 1953. | 1961. | 1971. | 1981. | 1991. | 2002. |
| ----------------- | ----- | ----- | ----- | ----- | ----- | ----- | ----- |
| Број домаћинстава | 72    | 80    | 82    | 78    | 79    | 95    | 80    |

| Број чланова      | 1 | 2 | 3 | 4 | 5  | 6  | 7 | 8 | 9 | 10 и више | Просек |
| ----------------- | - | - | - | - | -- | -- | - | - | - | --------- | ------ |
| Број домаћинстава | 7 | 7 | 8 | 9 | 15 | 16 | 5 | 6 | 3 | 4         | 5,03   |

| Пол    | Укупно | Неожењен/Неудата | Ожењен/Удата | Удовац/Удовица | Разведен/Разведена | Непознато |
| ------ | ------ | ---------------- | ------------ | -------------- | ------------------ | --------- |
| Мушки  | 136    | 46               | 85           | 5              | 0                  | 0         |
| Женски | 157    | 43               | 91           | 21             | 2                  | 0         |
| УКУПНО | 293    | 89               | 176          | 26             | 2                  | 0         |

| Пол    | Укупно                    | Пољопривреда, лов и шумарство | Рибарство                            | Вађење руде и камена | Прерађивачка индустрија       |
| ------ | ------------------------- | ----------------------------- | ------------------------------------ | -------------------- | ----------------------------- |
| Мушки  | 34                        | 4                             | 0                                    | 0                    | 9                             |
| Женски | 11                        | 6                             | 0                                    | 0                    | 2                             |
| УКУПНО | 45                        | 10                            | 0                                    | 0                    | 11                            |
| Пол    | Производња и снабдевање   | Грађевинарство                | Трговина                             | Хотели и ресторани   | Саобраћај, складиштење и везе |
| Мушки  | 1                         | 5                             | 3                                    | 0                    | 4                             |
| Женски | 0                         | 0                             | 0                                    | 0                    | 0                             |
| УКУПНО | 1                         | 5                             | 3                                    | 0                    | 4                             |
| Пол    | Финансијско посредовање   | Некретнине                    | Државна управа и одбрана             | Образовање           | Здравствени и социјални рад   |
| Мушки  | 1                         | 0                             | 0                                    | 3                    | 1                             |
| Женски | 0                         | 0                             | 0                                    | 0                    | 3                             |
| УКУПНО | 1                         | 0                             | 0                                    | 3                    | 4                             |
| Пол    | Остале услужне активности | Приватна домаћинства          | Екстериторијалне организације и тела | Непознато            | Непознато                     |
| Мушки  | 2                         | 0                             | 0                                    | 1                    | 1                             |
| Женски | 0                         | 0                             | 0                                    | 0                    | 0                             |
| УКУПНО | 2                         | 0                             | 0                                    | 1                    | 1                             |